# Szalay Péter (kémikus)
Szalay Péter (Szentes, 1962. június 17. –) Széchenyi-díjas magyar kémikus, egyetemi tanár, a Magyar Tudományos Akadémia levelező tagja.

## Élete
1980-ban érettségizett a zalaegerszegi Zrínyi Miklós Gimnáziumban. 1986-ban okleveles vegyész végzettséget szerzett az Eötvös Loránd Tudományegyetemen. 1986 és 1989 között doktori ösztöndíjas volt a Bécsi Egyetem Elméleti Kémiai Intézetében. Témavezetője Hans Lischka professzor volt. PhD fokozatát 1989-ben szerezte meg. 
1986 óta az Eötvös Loránd Tudományegyetem Kémia tanszékén tölt be különböző pozíciókat. 1988-ban egyetemi tanársegéd, 1990-ben egyetemi adjunktus, 1994-ben egyetemi docens, majd 2003-ban megkapta egyetemi tanári kinevezését. 2005-ben a Kémiai Intézet megbízott igazgatója, 2006-tól 2008-ig a Kémiai Intézet igazgatója. 2008-ban a Kémiai Intézet Szervetlen Kémiai Tanszék tanszékvezetője és 2009-től 2015-ig az Elméleti Kémiai Laboratórium vezetője, 2012 és 2015 között az ELTE Bolyai Kollégium igazgatója, 2015 és 2019 között az ELTE tudományos ügyekért felelős rektorhelyettese volt. 2025-ben a Magyar Tudományos Akadémia levelező tagjává választották. Ezen felül az International Academy of Quantum Molecular Science (IAQMS), valamint a European Academy of Sciences and Arts is felvette tagjai sorába.
1991 és 1993 között a University of Florida Quantum Theory Project kutatásaiban vett részt a posztdoktori ösztöndíjasként Prof. Rodney Bartlett meghívására. 1996-1997-ben tudományos vendégmunkatársként kutatott az Universität Mainz, Institut für Physikalische Chemie-n, Prof. Jürgen Gauss mellett. 2003-2004-ben Fulbright ösztöndíjasként a University of Texas at Austin Chemistry Department-ben dolgozott Prof. John Stanton kutatócsoportjában. 2008-ban és 2009-ben vendégprofesszor volt a Université de Reims Champagne-Ardenne-en (Franciaország). 2010-2011-ben HAESF ösztöndíjjal vendégprofesszorként kutatott a University of Florida, Quantum Theory Project-ben.
Kutatási területe a kvantumkémia, közelebbről az elektronszerkezet elméleti vizsgálati módszerei, a molekula-spektroszkópia valamint a potenciálfelületek állnak kutatásai középpontjában. Több mint 120 tudományos cikke jelent meg, társszerzője számos könyvnek, független idézeteinek száma több mint 7300, H-indexe 43. Oktatási feladatai között volt az Általános Kémia, Elméleti Kémia, Fizikai Kémia (3) és (4) valamint több emelt szintű és PhD előadás. Vezetésével született 5 OTDK-n kimagaslóan szereplő TDK dolgozat, 5 BSc, 3 MSc és 6 osztatlan szakdolgozat, valamint 3 doktori disszertáció.
Szerkesztőbizottsági tagságai:
- International Journal of Quantum Chemistry (2001-)
- Chemical Physics, vendégszerkesztő: „Electron correlation and molecular Dynamics for excited states and photochemistry, an issue to Honor Prof. Hans Lischka” című különszám (2008)
- Journal of Molecular Modelling, vendégszerkesztő: „EUCO-CC-9 különszám” (2013-2014)
- Journal of Molecular Modelling, vendégszerkesztő: „EUCO-TCC-11 különszám” (2017-2018)
- Chemistry MDPI (2019-)

Közéleti tevékenysége:
- Magyar Kémikusok Egyesülete Kvantumkémiai Szakcsoportjának titkára 1989-1995
- Európai Kémikusegyesület "Computational Chemistry Working Party" titkára 1995- 2006
- COST Action D26 igazgatóbizottság („Management Committee”) tagja 2001-2006
- IUPAC Task Group (Selected Free Radicals and Critical Intermediates: Thermodynamic Properties from Theory and Experiment ) tagja 2001-től
- Európai Kémikusegyesület "Computational Chemistry Division" magyar delegált 2006-
- Európai Kémikusegyesület "Computational Chemistry Division", elnökhelyettes 2011-2016
- Európai Kémikusegyesület (EuChemS) "Computational and Theoretical Chemistry Division", elnöke 2017-
- A Magyar Kémikusok Egyesülete főtitkárhelyettese 2011-től (újraválasztva 2015, 2019)
- A Fulbright Egyesület vezetőségi tagja 2011-től, elnöke 2014-2020
- Az OTKA Bizottság tagja 2013-tól annak megszűnéséig
- Az Országos Doktori Tanács tagja 2017-2018
- Az MTA MTMT Bizottság tagja 2017-2020
- Európai Kémikusegyesület (EuChemS) végrehajtóbizottságának tagja 2021-2022[1]

Elismerések, kitüntetések:
- Széchenyi díj (Fogarasi Gézával és Császár Attilával megosztva), 2017
- Polányi Mihály díj, 2015
- „Magyar Felsőoktatásért” emlékplakett, 2010
- HAESF ösztöndíjas (2010-2011)
- Fulbright kutatói ösztöndíj (2003-2004)
- Széchenyi Professzori Ösztöndíj (1999-2002)
- A Magyar Érdemrend középkeresztje (2022)